# 강신구 (군인)
강신구(姜信球, 1934년 2월 9일 ~ 2002년 6월 3일) 장군은 대한민국 공군 소장 예편한 대한민국 군인이다. 그는 경상북도 대구에서 출생하였으며 지난날 한때 경성부와 경상북도 포항을 거쳐 경상북도 영덕에서 잠시 유아기를 보낸 적이 있다.

## 경력

### 주요 이력
영화배우 신성일(申星一) 선생의 친형인 그는 1955년 공군사관학교 4기로 임관하였으며 그 후 국방대학교를 나온 그는 훗날 베트남 전쟁에도 참전하였고 공군 중령 시절이던 1969년에는 당시 공군참모총장 및 공군 대장 김성룡(金成龍) 장군의 주재 및 주선을 받아 팬텀 공군 항공기 6기를 인수하는 데 참여키도 하였다.
그는 서동렬(徐東烈) 예비역 공군 대장, 김경오(金璟梧) 예비역 공군 장교 여군 대위 등과 친하였으며 2002년 6월 3일에 별세(서울 대방동 자택)한 그의 유해는 대한민국 국립 대전현충원에 안장되어 있다. 

- 1955년 공군소위 임관
- 1969년 공군 제151전투비행대대 제1편대장(1969년 1월 공군 소령)
- 1969년 공군 제151전투비행대대 대대장(1969년 9월 공군 중령)
- 1973년 공군본부 작전참모부 작전 상황실장(공군 중령)
- 1976년 공군 3262부대 부단장(공군 중령)
- 1979년 공군 3262부대 단장(1979년 1월 공군 대령)
- 1979년 공군 준장(1979년 4월 8일)
- 1980년 공군 소장(1980년 2월 3일)
- 1980년 공군 3875부대 단장(1980년 3월 22일)
- 1982년 공군 소장 예편
대한민국 정부에서는 군과 국가발전에 기여한 공로로 화랑무공훈장, 보국훈장 삼일장∙천수장, 대통령표창을 수여하였으며, 국립대전현충원 장군 제1묘역 156호에 안장하여 추모하고 있다. 「대전현충원묘적부」

### 학력
- 경북고등학교
- 공군조종간부 6기(1953년)
- 공군사관학교 4기(1955년)
- 육군보병학교 졸업
- 육군포병학교 졸업
- 공군방공포병학교 졸업
- 국방대학교 11기(1966년)